# ヘルメース
ヘルメース（古希:  Ἑρμῆς、古代ギリシア語ラテン翻字: Hermēs）は、ギリシア神話に登場する青年神である。長母音を省略してヘルメスとも表記される。
オリュンポス十二神の一人。神々の伝令使、とりわけゼウスの使いであり、旅人、商人などの守護神である。流れ (flow) や万物流転 (flux) の神とも言われており、それは例えば流通（商品や貨幣）、流浪（旅）、液体（水や水銀）、転換や解釈（ヘルメーネウティコス）、ひねりや創意工夫などとされる。
ヘルメースは「商業・盗賊・雄弁・科学の神」、「科学・弁舌などの神」、「神々の使者」などとされており、また彼が司るものは「学術」・「発明」・「体育」・「旅人」・「羊の群れ」・「死者の魂」など。ヘルメースは錬金術では水銀、占星術では水星を指す。カードゥーケウスという超自然的な杖を持っており、これを印として冥界・地上世界・天界を往復する。
ヘルメースは両性具有の神・超性や親子神（母子神）とも関連付けられている。ヘレニズム時代から複数の神々と同一視され、「至高の者」ヘルメース、すなわちヘルメース・トリスメギストスと見なされるようになった。以来、「聖なる救済者の化身」とされ、学芸・通過儀礼・医学をも司るとされた。「ヘルメースの術」(hermetic art) は錬金術を意味し、中世ヨーロッパではヘルメース哲学は、錬金術や医学的伝統などと合わさり広まった。
その他に境界・体育技能・策略を司り、夢と眠りの神、死出の旅路の案内者などとも言われ、多面的な性格を持つ神である。幸運と富を司り、狡知に富み詐術に長けた計略の神、早足で駆ける者、牧畜・賭博・交通・道路・市場・競技などの神であるとともに、雄弁と音楽の神であり、竪琴・笛・数・アルファベット・天文学・度量衡などを発明し、火の起こし方を発見した知恵者とされた。プロメーテウスと並んでギリシア神話のトリックスター的存在であり、文化英雄としての面を有する。その聖鳥は雄鶏。

## 概要
ヘルメースはゼウスとマイアの子とされる。ゼウスはオリュンポス神族の伝令となる神を作るため、妻ヘーラーに気付かれないように夜中にこっそり抜け出し、マイアに会いに行くことで泥棒の才能を、ヘーラーに隠し通すことで嘘の才能を、ヘルメースが持つように狙った。特にゼウスの忠実な部下で、神話では多くの密命を果たしている。代表的なのは百眼の巨人アルゴスの殺害で、ヘルメースの異名「アルゲイポンテース」（この語釈についてはアルゴス (ギリシャ)#古代を参照）は「アルゴスを退治した者」と解される。古典期以降のヘルメースは、つば広の丸い旅行帽「ペタソス」を頭に被り、神々の伝令の証である杖「ケーリュケイオン」を手に執り、空を飛ぶことができる翼の生えた黄金のサンダル（タラリア）を足に履いた姿で表され、時には武器である鎌「ハルペー」（ショーテルとも）を持つ。
死者、特に英雄の魂を冥界に導くプシューコポンポス（魂の導者）としての一面も持ち、その反面冥界から死者の魂を地上に戻す役割も担っており、オルペウスが妻エウリュディケーを冥界から連れ出そうとした際に同行した。この点からタキトゥスはゲルマン人の主神であったウォーダン（北欧神話のオーディン）とローマのヘルメースたるメルクリウスを同一視している。また、アポローンの竪琴の発明者とされる。

## 神話

### 生い立ち
ヘルメースは早朝に生まれ、昼にゆりかごから抜け出すと、まもなくアポローンの飼っていた牛50頭を盗んだ。ヘルメースは自身の足跡を偽装し、さらに証拠の品を燃やして牛たちを後ろ向きに歩かせ、牛舎から出た形跡をなくしてしまった。翌日、牛たちがいないことに気付いたアポローンは不思議な足跡に戸惑うが、占いによりヘルメースが犯人だと知る。激怒したアポローンはヘルメースを見つけ、牛を返すように迫るが、ヘルメースは「生まれたばかりの自分にできる訳がない」とうそぶき、ゼウスの前に引き立てられても「嘘のつき方も知らない」と言った。それを見たゼウスはヘルメースに泥棒と嘘の才能があることを見抜き、ヘルメースに対してアポローンに牛を返すように勧めた。ヘルメースは牛を返すがアポローンは納得いかず、ヘルメースは生まれた直後（牛を盗んだ帰りとも）に洞穴で捕らえた亀の甲羅に羊の腸を張って作った竪琴を奏でた。それが欲しくなったアポローンは牛と竪琴を交換してヘルメースを許し、さらにヘルメースが葦笛をこしらえると、アポローンは友好の証として自身の持つケーリュケイオンの杖をヘルメースに贈った（牛はヘルメースが全て殺したため、交換したのはケーリュケイオンだけとする説も。なお、殺した牛の腸を竪琴の材料に使ったとも）。このときアポローンとお互いに必要な物を交換したことからヘルメースは商売の神と呼ばれ、生まれた直後に各地を飛び回ったことから旅の神にもなった。
ヘルメースはヘーラーの息子ではなかったが、アレースと入れ替わってその母乳を飲んでいたため、ヘーラーはそれが分かった後もヘルメースに対して情が移り、彼を我が子同然に可愛がった。

### アルゴス殺し
ゼウスはイーオーという美女と密通していた。これを見抜いたヘーラーはゼウスに詰め寄るが、ゼウスはイーオーを美しい雌牛に変え、雌牛を愛でていただけであるとした。ヘーラーは策を講じ、その雌牛をゼウスから貰うと、百眼の巨人アルゴスを見張りに付けた。この巨人は身体中に百の眼を持ち、眠る時も半分の50の眼は開いたままであったので、空間的にも時間的にも死角が存在しなかった。ゼウスはイーオー救出の任をヘルメースに命じた。ヘルメースは葦笛でアルゴスの全ての眼を眠らせると、剣を用いてその首を刎ねた。もしくは巨岩を投げ当てて撲殺した。このことから、ヘルメースは「アルゲイポンテース」と呼ばれ、これは「アルゴス殺し」という意味であった。

### 好色
ある時アプロディーテーに惚れたヘルメースは彼女を口説いたが、まったく相手にされなかった。そこでヘルメースはゼウスに頼んで鷲を借りてくると、その鷲と泥棒の才能を使ってアプロディーテーの黄金のサンダルを盗んだ。ヘルメースはこのサンダルを返すことを条件に関係を迫り、彼女を自由にした。2人の間にはヘルマプロディートスとプリアーポスが生まれた。この他にもミュルミドーンの娘エウポレメイア、ペルセポネーやヘカテー、多数のニュンペーたちと関係を持っており、アイタリデース、エウドーロスやアウトリュコスなどの子供をもうけている。また、パーンもヘルメースの息子とされることがある。

### ギガントマキアー
ギガントマキアーにおいてヘルメースはハーデースの隠れ兜を被って姿を消し、ギガンテスの一人ヒッポリュトスを倒している。

## 信仰

### 起源
登場する説話にはヘルメースがもとは薄明の神や風の神であったことを窺知させる部分もあるが、その原始的形態においては牧畜の神にして豊饒神であったとも考えられ、男根をもつヘルメース柱像（後述）はヘルメースの原始的豊饒神としての面を示している。もとはギリシアの先住民族ペラスゴイ人の神であったと言われ、古代ギリシアの歴史家ヘーロドトスは、ギリシア人がヘルメース柱像を造るようになったのはペラスゴイ人の風習を取り入れたものだと述べている。ヘルメース崇拝の中心地は、古代ギリシアの中でも原始的な文化をとどめていたと言われるアルカディアであった。アルカディアは牧畜民が多い丘陵地帯であり、羊飼いたちはヘルメースを家畜の守り神として崇めていた。これが神々の使者といった多様な職能をもつ人格神へと発展した背景として、ドーリア人の侵入後にアポローンがヘルメースに代わって牧羊神の役割を担うようになったことも指摘される。

### ヘルマ
古代ギリシアにはヘルマもしくは複数形でヘルマイと呼ばれるヘルメース神の石柱像があり、道端などに立てられていた。トゥーキュディデースの『戦史』によると、紀元前415年、ペロポネーソス戦争を戦っていたアテーナイのヘルマが一夜のうちに全て壊されるという事件が起きた。この事件はアルキビアデースの一派が起こしたものと疑われ、アルキビアデースがラケダイモーン側に寝返る原因となった。アルキビアデースがラケダイモーン側に対して行った進言がきっかけでアテーナイは痛恨の打撃を受け、ついには敗北することとなった。
ヘルマ（ヘルメース柱像）は、アッティカやエーゲ海のいくつかの島にみられた、髭面の胸像と起立する陽根を有する角柱である。路傍や畑の境界などに立てられ、境界を示す石であるとともに、農民や牧人が豊饒多産を祈願する神霊の像であったとも推測され、ヘルメースの原始的形態を示すものと考えられている。ヘルマは道の端や角に積まれた累石堆（ヘルマイオン）の名称でもあり、ヘルメース柱像はこれの発展したものとも考えられ、ヘルメースの名や信仰の起源をこれに求める向きもある。ヘルマは日本でいう道祖神のように道端や四辻に立てられ、旅人にとっては街道を示す道しるべであったことから、ヘルメースは旅人の庇護者とされ、生者と死者の案内人や伝令、さらには商売や交通を司る神としての性格を備えていったと考えられる。

### ローマ神話
ローマ神話におけるメルクリウス（マーキュリー）に相当する。水星はギリシアではヘルメースの星といわれ、これはローマ人にも受け継がれた。現代ヨーロッパ諸語でメルクリウスに相当する語を水星に当てるのはこのためである。

### 錬金術
エジプトの叡智と魔術の神にして書記の守護神であるトートとヘルメース / メルクリウスが習合したヘルメース・トリスメギストスは、紀元1世紀から3世紀に書かれたヘルメース文書の著者に擬せられ、アブラハムまたはモーセの同時代人とされた、伝説上のエジプトの賢者である。ヘルメース（トリスメギストス）の名は12世紀頃から錬金術と結びつけられ（このため錬金術はヘルメースの術ともいう）、ヘルメースは錬金術師の守護者にして学問や技芸の始祖であると考えられるようになった。

## ギャラリー

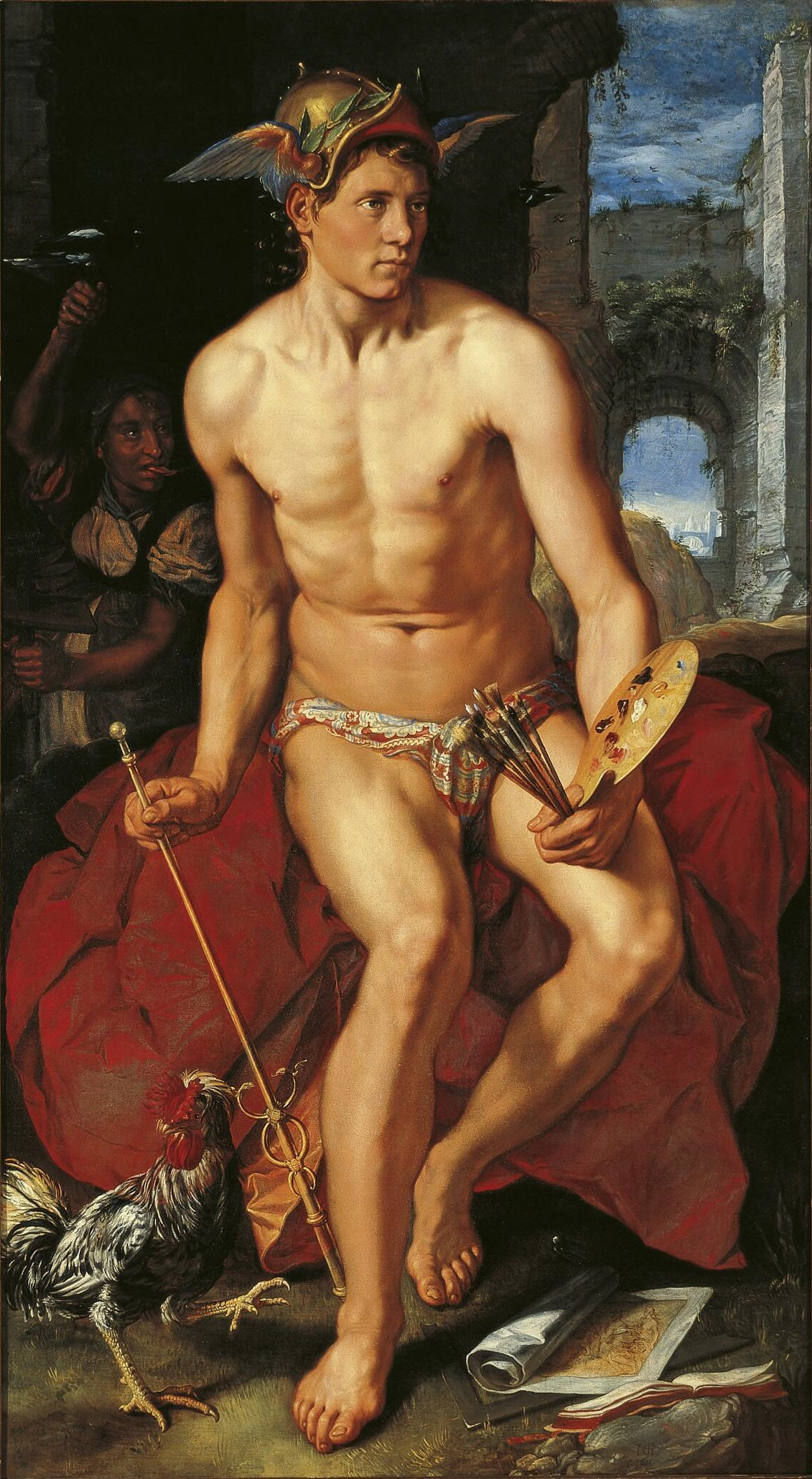
ヘンドリック・ホルツィウス『メルクリウス』（1611年）フランス・ハルス美術館所蔵
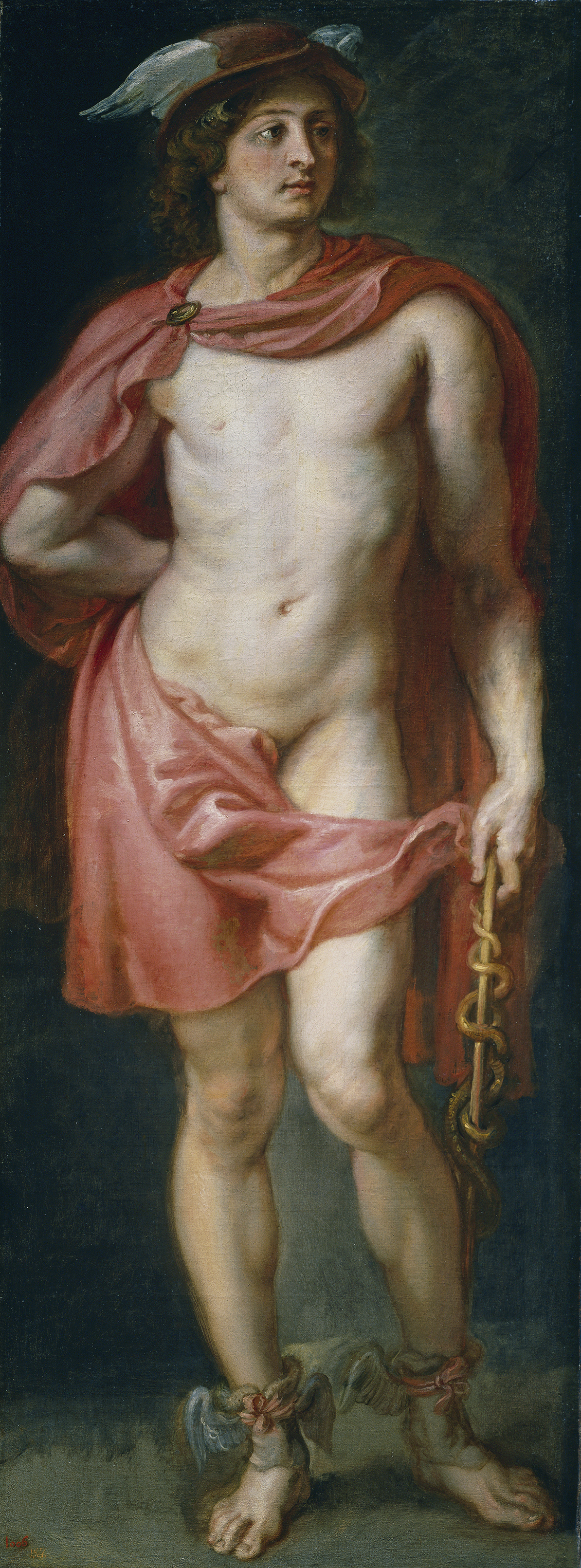
ピーテル・パウル・ルーベンス『メルクリウス』（1636年と1638年の間）プラド美術館所蔵
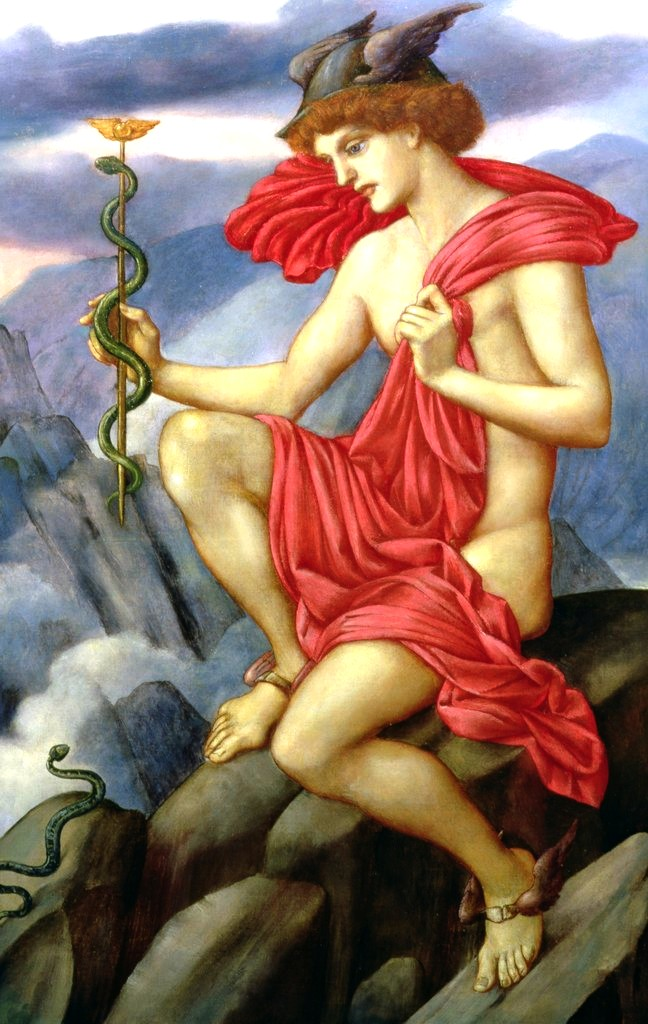
イーヴリン・ド・モーガン『メルクリウス』（1870年と1873年の間）ド・モーガン・センター（英語版）所蔵
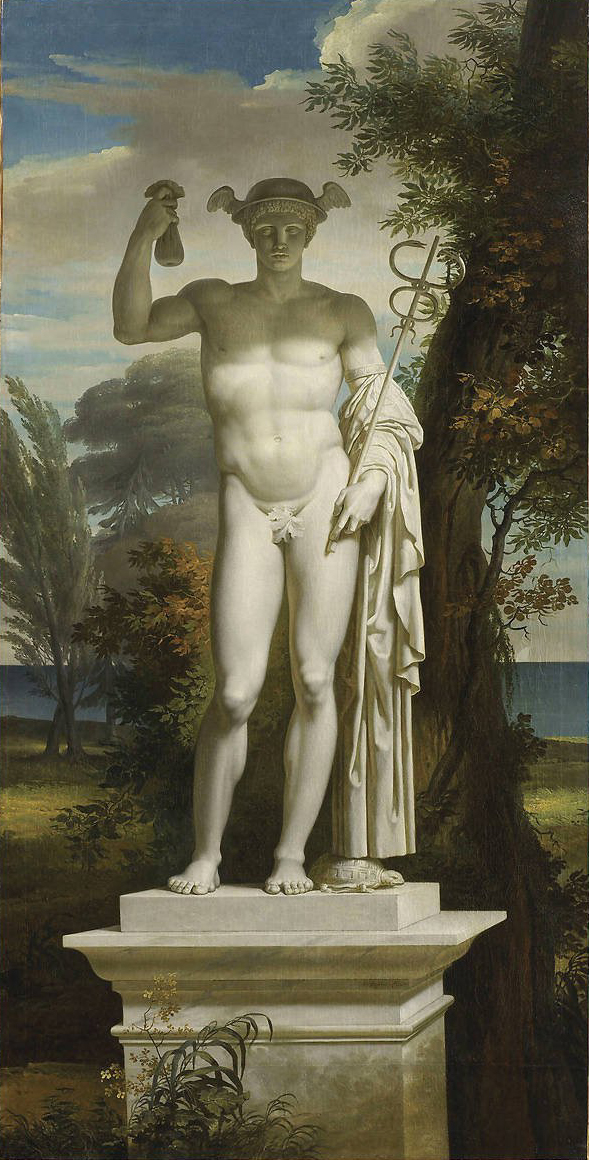
シャルル・メニエ『野原にあるメルクリウス像』（19世紀）フランス革命博物館（英語版）所蔵
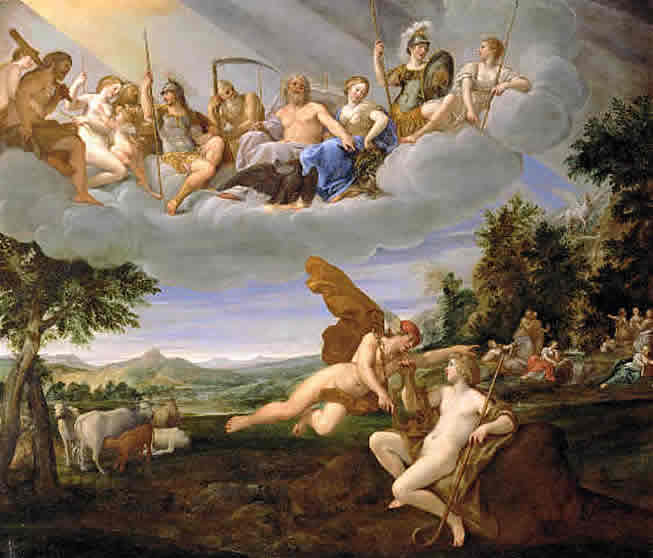
フランチェスコ・アルバーニ『メルクリウスとアポロン』（1635年）フォンテーヌブロー宮殿所蔵
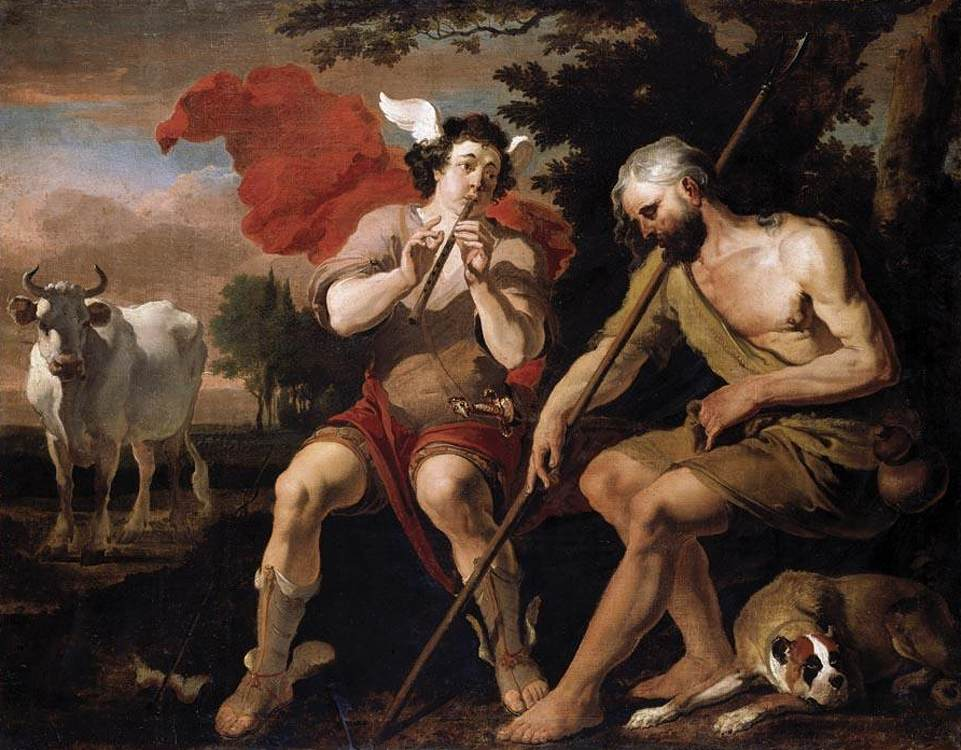
エイブラハム・ホンディウス（英語版）『メルクリウスとアルゴス』（17世紀）個人蔵
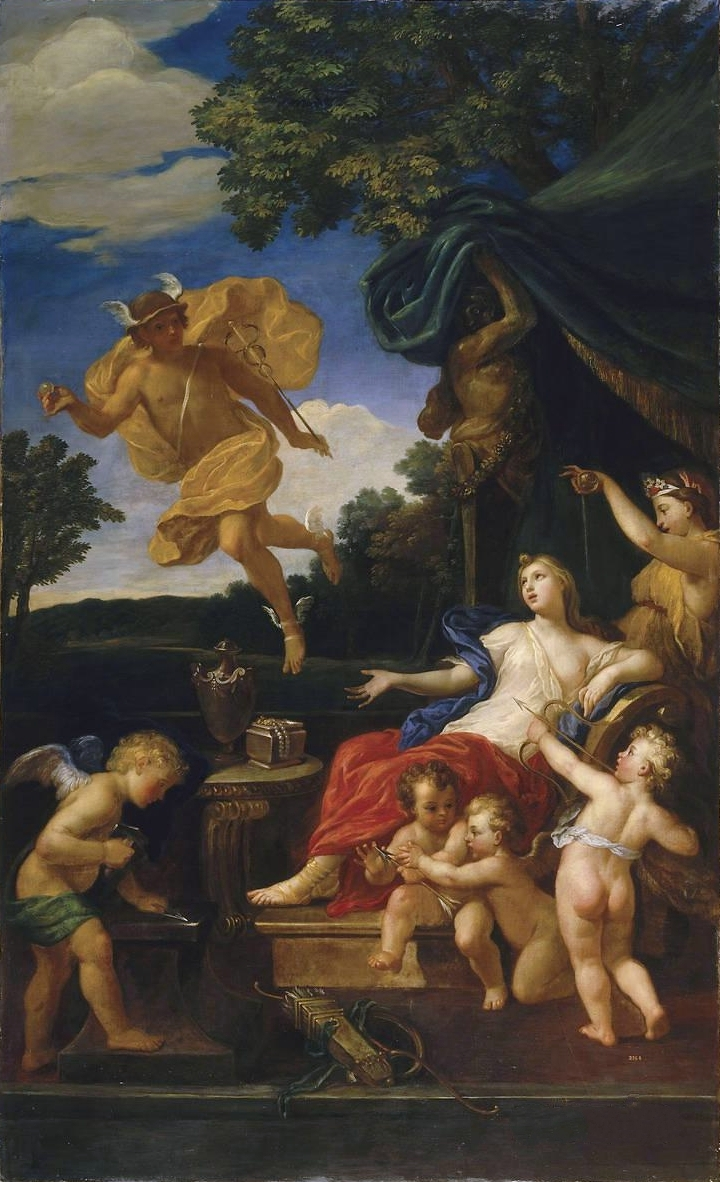
ボン・ブローニュ『ヴィーナスとメルクリウス』（1688年）大トリアノン宮殿所蔵
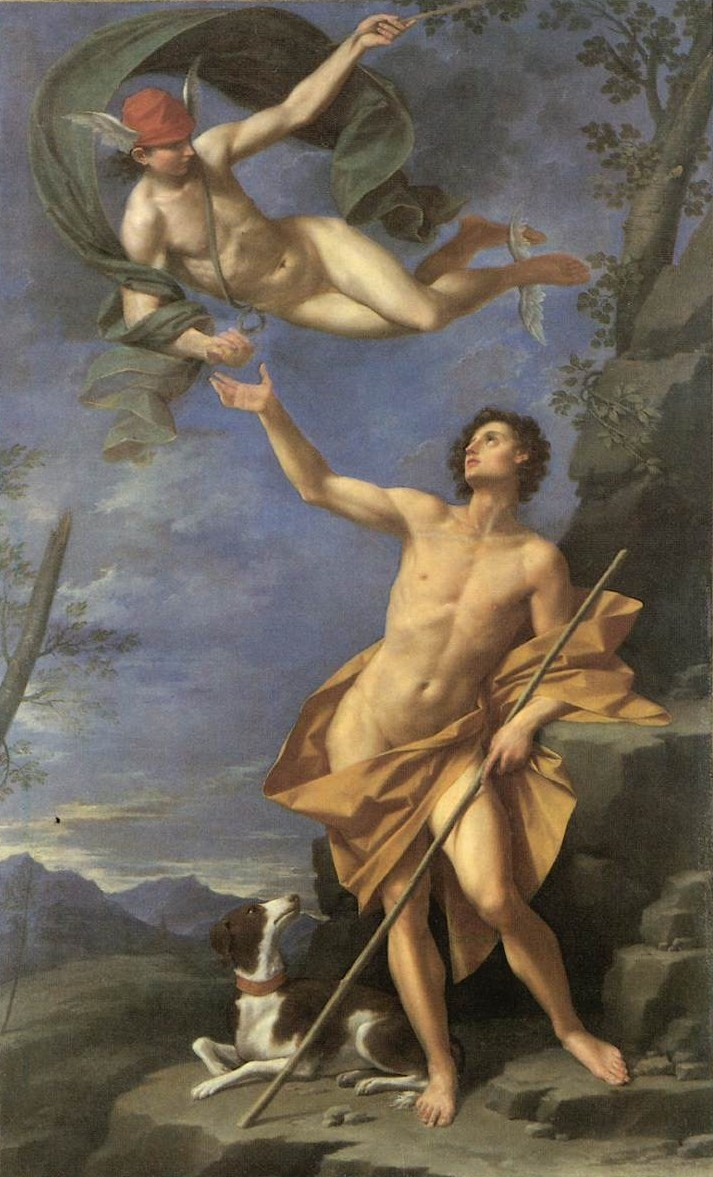
ドナート・クレティ（英語版）『メルクリウスとパリス』（1745年）パラッツォ・コムナーレ（英語版）所蔵
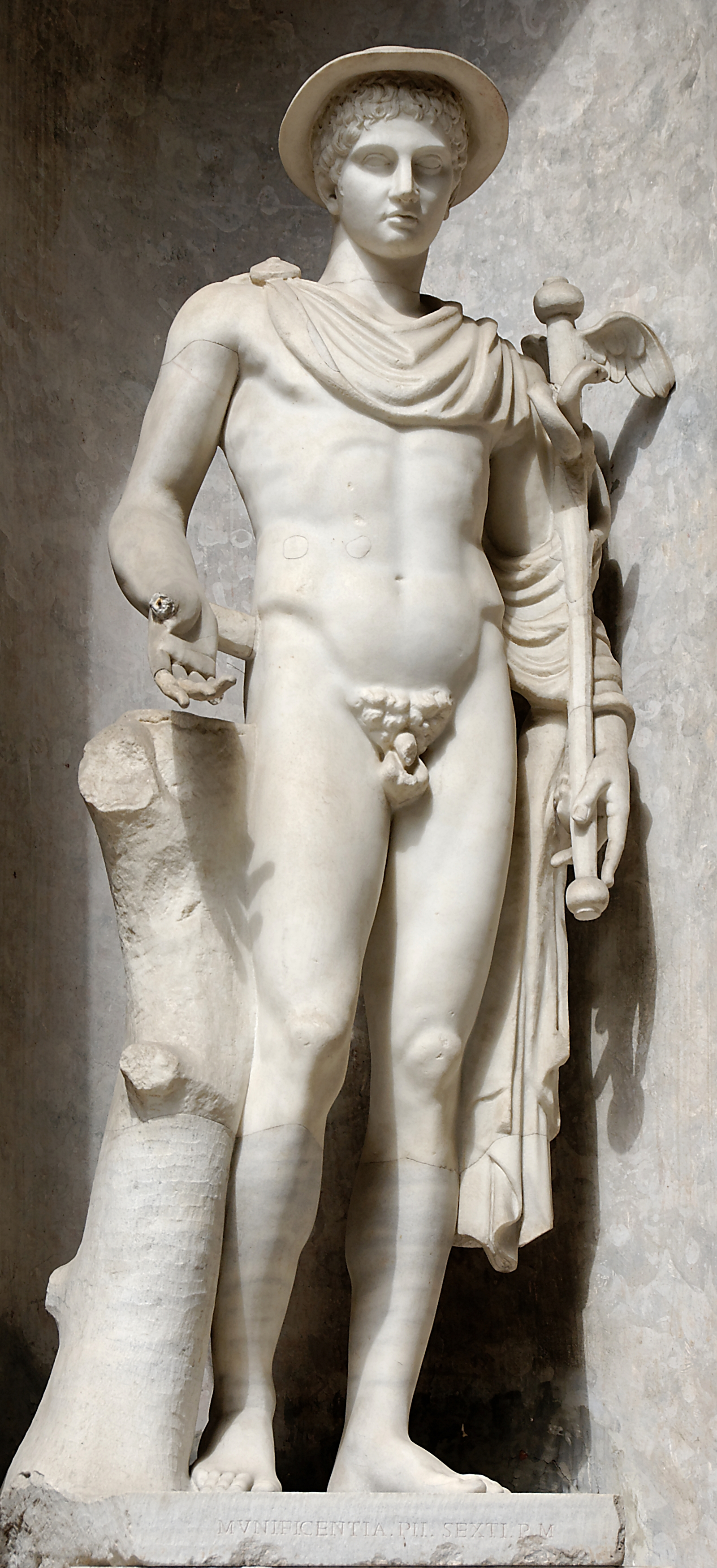
ヘルメース像、バチカン美術館所蔵
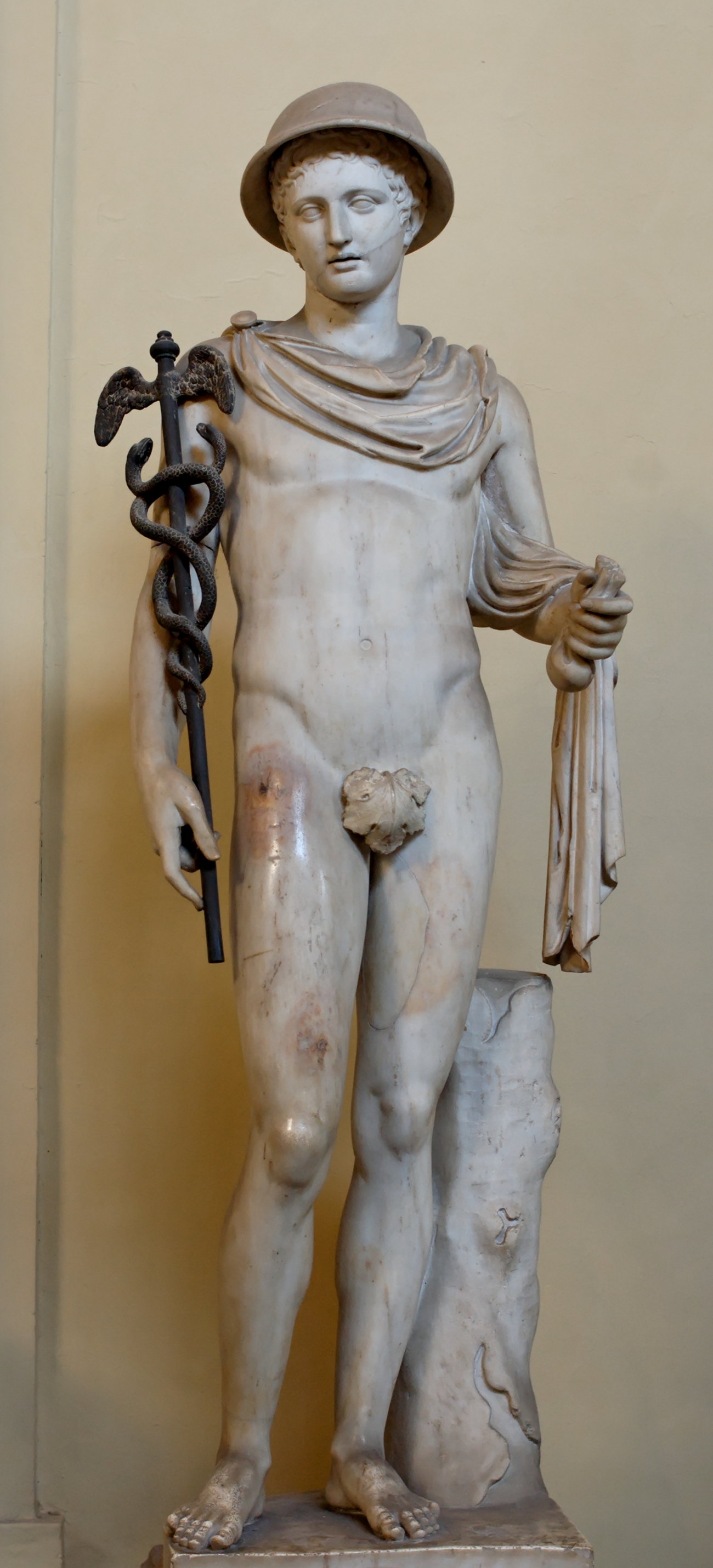
ヘルメース・キアラモンティ像、バチカン美術館所蔵
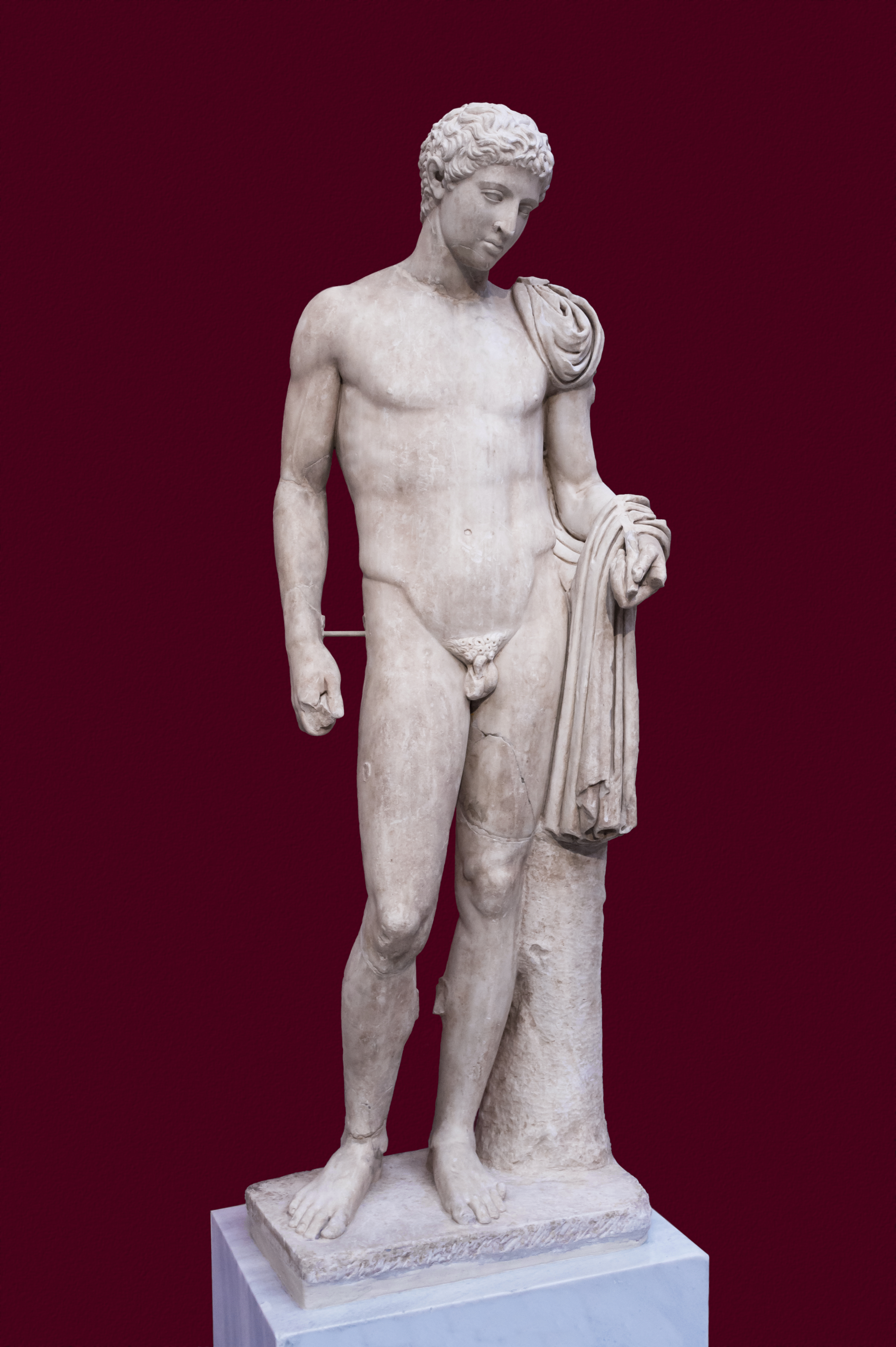
ヘルメース像、アテネ国立考古学博物館所蔵
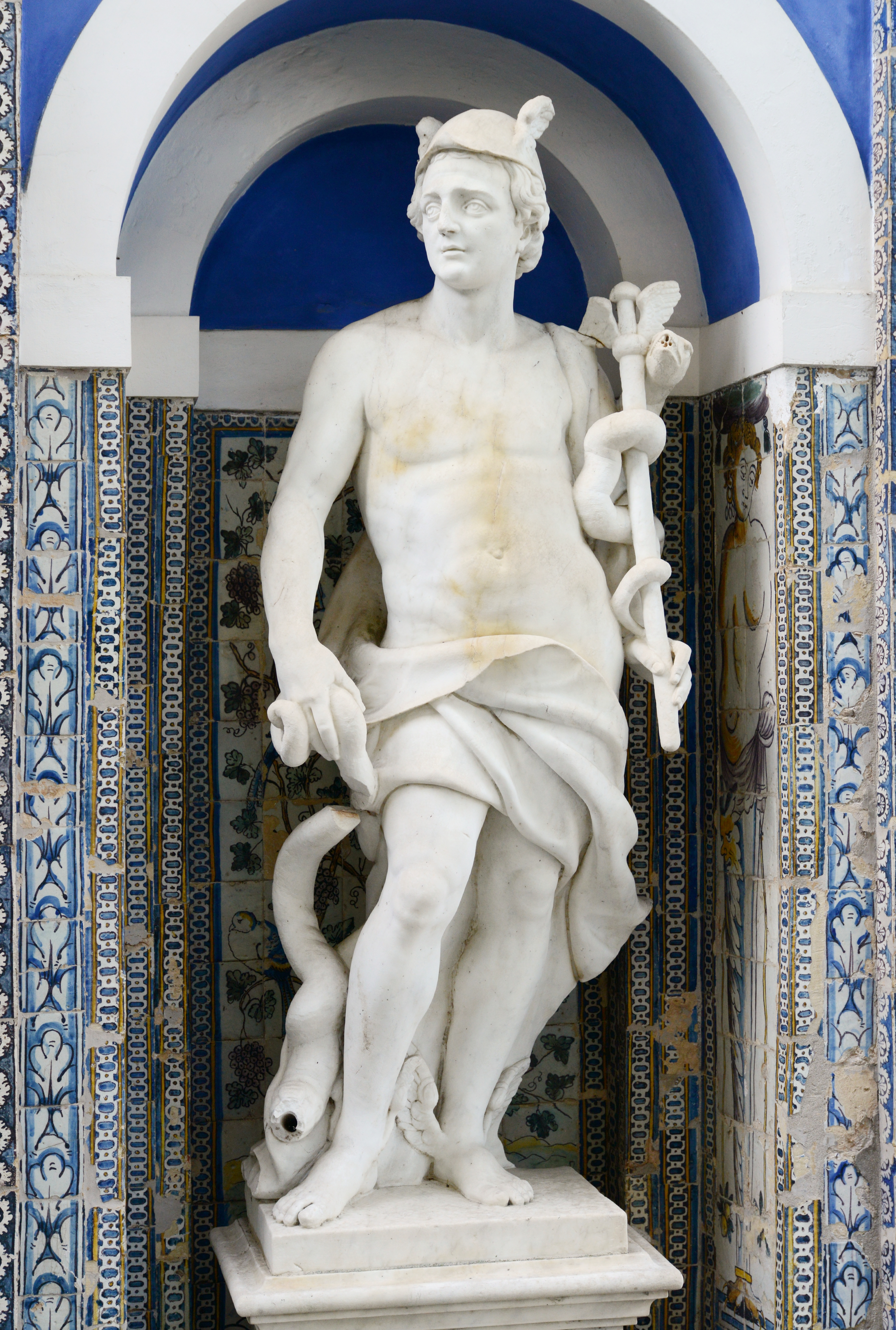
メルクリウス像、Palace of the Marquises of Fronteira所蔵